# Osyczky (obwód odeski)
Osyczky (ukr. Осички) – wieś na Ukrainie, w obwodzie odeskim, w rejonie podolskim, w hromadzie Sawrań. W 2001 liczyła 2531 mieszkańców, spośród których 2494 wskazało jako ojczysty język ukraiński, 29 rosyjski, 2 mołdawski, 5 ormiański, a 1 inny.